# Crimer
Crimer (nom de scène d'Alexander Frei, né le 20 novembre 1989 à Berthoud, en allemand Burgdorf) est un musicien pop suisse. Le style de ses chansons est inspiré de la musique pop des années 1980.

## Biographie
Crimer grandit à Balgach et y vit jusqu'en 2017. Il comme sa carrière musicale dans une chorale d'église. Adolescent, il fonde The Axxess et plus tard BrefSunAjax. Il travaille dans une agence de publicité et fait du service civil,. Dans les années 2020, il vit à Zurich.
Il commence sa carrière solo sous le nom de scène de Batman. Lorsque DC Comics le menace de poursuites, il change son nom de scène pour Crimer. Son premier EP, Preach, sort fin avril 2017, dont le single extrait est Brotherlove.
En 2018, Crimer remporte le Swiss Music Award du meilleur talent et le North Vision Song Contest.

## Discographie
Albums
- 2018 : Leave Me Baby

EP's
- 2017 : Preach

Singles
- 2019 : Bois Cry
- 2017 : Brotherlove
- 2017 : Follower
- 2017 : Hours